# 圣玛丽 (拉奎拉省)
圣玛丽（義大利語：Sante Marie），是意大利阿布鲁佐大区拉奎拉省的一个市镇。总面积40平方公里，人口1286人，人口密度32.2人/平方公里（2009年）。ISTAT代码为066089。